# 鳳バス
鳳バス（おおとりバス）は、沖縄県読谷村が運行するコミュニティバスの愛称である。

## 概要
読谷村内で4路線を運行しているコミュニティバスである。沖縄県内では初の、採算性を考慮しない住民サービスとしてのコミュニティバスである。従来の県内でのコミュニティバスは、路線開設前の実証実験的意味合いをもつものとなっており、一定期間経過後は採算がとれそうであれば本格運行として一般路線化され、厳しい状況であればそのまま運行を終了するというものであった。鳳バスは、実証実験的な意味合いを全く持たず、公共交通空白地帯における村民の交通手段を確保するという目的のもとで、採算性を考慮せずに運行されている。
読谷村によると、年間利用者数は8万6500人、年間運賃収入は1127万8000円を見込んでいる。年間支出は推計2066万4000円で、年間約1000万円の赤字となるが、村としては住民サービスの向上として村の予算より算出する予定となっていた。しかし、運行開始から2009年12月末までの9ヶ月間での運賃収入が当初計画の約18%程度にとどまっており、赤字額は当初想定の2倍となる年間2000万円となる可能性となった。財政圧迫を理由に廃止を求める声が挙がっているが、運行継続を希望する声もあり、村は運行を継続する予定である。
愛称の「鳳」とは、自然とともに生きる安定した地域づくり実現のため、自然との調和力を未来へ投射し、残波岬を頭として東シナ海に飛びたつ鳳を読谷村の地形から象って地域イメージとしている。
なお、村が運営を行っていることから一般の路線バスとは完全に独立しており、既存の琉球バス交通・沖縄バスの一般路線バスの停留所にも停車するが、一般路線バスとの乗り継ぎを考慮したダイヤとはなっていない。
運行業務は沖縄バスに委託している。読谷村在住の運転手が起用されている。
2010年5月には読谷村コミュニティバスの応援キャラクターとして、同村在住のオペラ歌手・演出家である大崎雅氏が演ずる覆面歌手「鳳バス」が村より使用承認された。「鳳バス」という名前は乗り物の「バス」と、音域の声部である「バス」をかけており、沖縄プロレス「MWF世界タッグ選手権」の前座演奏でデビューした。その後も、読谷村コミュニティバスの周知・宣伝・啓蒙を呼びかけるため、沖縄県内外のイベントなどに出演している。 

## 沿革
- 2009年4月1日 運行開始。北ルート、南ルート、東西ルート、海岸ルートの4路線。
- 2013年4月1日 1ヶ月定期券を大人6,160円→5,000円、小人3,080円→2,500円に値下げ[6][7]。
- 2013年7月29日 路線再編[6][7][8]。
  - 北ルートを一部路線変更。
  - 南ルート、東西ルートを統合、東西・南ルート（正・逆）とする。
  - 海岸ルートを休止。
  - 休日南北ルートを新設。
  - 一日フリー乗車券を500円→400円に値下げ。
- 2016年9月1日 路線再編[9]
  - 東西・南ルートを南ルート、西ルートに分割。
  - 平日の各ルートの朝の1便を登校用のルートとする。
  - 平日の朝以外の便をJAゆんた市場発着とする。
  - 休日南北ルートの本数を半減。

## 路線
平日は村の北部・北西部を循環する「北ルート」、村の西部・南部・東部（国道58号以西）を反時計回りに循環する「西ルート」、東部・南部・西部を時計回りに循環する「南ルート」の3系統が運行される。西ルートと南ルートは進行方向だけでなく経路も一部異なる。
基本的にはJAゆんた市場を起終点とする循環路線であるが、出入庫・乗務員交代のため読谷バスターミナルが始発・終着となる便や、JAゆんた市場・読谷村役場 - 読谷バスターミナル間で運行される便がある。
土日祝日は読谷バスターミナルを起終点とし村の東部・南部・西部を経由する「休日南北ルート」が運行される。なお、慰霊の日（6月23日）と年末年始の12月29日 - 31日、1月2日・3日は休日扱い、旧盆は平日扱いとなる。
運行開始当初は残波岬、座喜味城、御菓子御殿本店などの村内の観光地を経由する「海岸ルート」があったが、路線再編により休止された。

### 現行路線
平日運行路線
北ルート
JAゆんた市場 → 読谷村役場 → 健康増進センター → 読谷中学校前 → 大当 → 波平仲石良原 → 波平 → 高志保入口 → 高志保 → 宇座公民館前 → 長浜吹出原 → 長浜公民館西 → 船地原 → 川平 → 瀬名波 → 渡慶次小学校 → 渡慶次公民館 → 宇座 → 儀間 → 渡慶次寺原 → 儀間公民館前 → 高志保 → 高志保入口 → 旧役場前 → 上地 → 福祉センター → 読谷村役場 → 健康増進センター → JAゆんた市場
1便：読谷バスターミナル → 瀬名波入口 → 長浜吹出原 → （この間上記と同一ルート） → 高志保入口 → 波平 → 波平仲石良原 → 大当 → 都屋 → 読谷診療所前 → 読谷村役場 → 健康増進センター → JAゆんた市場
1便から11便まで11本と、13時台に交代便（読谷バスターミナルからの出庫便）1本を運行。
1便は読谷バスターミナルからの出庫便となるため経路が異なる。
5便は12時台に読谷バスターミナルに入庫する便で、儀間公民館前から瀬名波入口を通り読谷バスターミナルで終点。
11便（最終便）は儀間公民館前から読谷バスターミナルで終点。
西ルート
JAゆんた市場 → 読谷村役場 → 健康増進センター → 読谷中学校前 → 大当 → 読谷診療所前 → 都屋中道 → 楚辺中道 → 楚辺 → 大添 → 赤犬子宮前 → 古堅小学校入口 → イオンタウン読谷 → 古堅南小学校 → 大湾西原 → 大木南 → 伊良皆（県道6号） → 伊良皆（国道58号） → 喜名公民館前 → 親志入口 → シーレイク座喜味 → 横田公園 → 親志公民館西 → 座喜味入口 → 座喜味 → 福祉センター → 読谷村役場 → 健康増進センター → JAゆんた市場
1便：読谷村役場 → （この間上記と同一ルート） → 古堅小学校入口 → 古堅皆呉原 → 渡具知 → 渡具知公民館前 → 渡具知後原 → イオンタウン読谷 → （この間上記と同一ルート） → 伊良皆（国道58号） → 読谷村役場 → 健康増進センター → JAゆんた市場
1便から7便まで7本のほか、1便の前に始発便（出庫便）、12時台に交代便（読谷バスターミナルへの入庫便）、13時台に交代便（出庫便）、7便の後に最終便（入庫便）を運行。
1便は経路が異なる。
南ルート
JAゆんた市場 → 読谷村役場 → 健康増進センター → 伊良皆 → 大木中道 → 県営比謝団地南 → 比謝公民館前 → 大湾公民館前 → 古堅 → 古堅皆呉原 → 渡具知 → 渡具知公民館前 → 渡具知後原 → イオンタウン読谷 → 古堅小学校入口 → 赤犬子宮前 → 大添 → 楚辺 → 楚辺中道 → 都屋中道 → 都屋 → 読谷診療所前 → 大当 → 波平仲石良原 → 読谷中学校前 → 読谷村役場 → 健康増進センター → JAゆんた市場
1便：読谷村役場 → 健康増進センター → 喜名公民館前 → 喜名 → 親志入口 → シーレイク座喜味 → 横田公園 → 親志公民館西 → 座喜味入口 → 座喜味 → 福祉センター → 読谷中学校前 → 読谷村役場 → 健康増進センター → JAゆんた市場
1便から8便まで8本のほか、1便の前に始発便（出庫便）、12時台に交代便（読谷バスターミナルへの入庫便）、13時台に交代便（出庫便）、8便の後に最終便（読谷バスターミナルへの入庫便）を運行。
1便は経路が異なる。
始発便
（西ルート・南ルート）読谷バスターミナル → 瀬名波入口 → 宇座公民館前 → 高志保 → 高志保入口 → 旧役場前 → 上地 → 福祉センター → 健康増進センター → 読谷村役場
読谷バスターミナルからの出庫便として、西ルート・南ルートの1便の前に各1本運行される。
交代便・最終便
（西ルート・南ルート）読谷村役場 → 健康増進センター → 福祉センター → 上地 → 旧役場前 → 高志保入口 → 高志保 → 宇座公民館前 → 瀬名波入口 → 読谷バスターミナル
（全ルート）読谷バスターミナル → 瀬名波入口 → 宇座公民館前 → 高志保 → 高志保入口 → 旧役場前 → 上地 → 福祉センター → 読谷村役場 → 健康増進センター → JAゆんた市場
読谷バスターミナルから読谷村役場・JAゆんた市場への出庫と、JAゆんた市場から読谷バスターミナルへの入庫のために運行される。
休日運行路線
休日南北ルート
読谷バスターミナル → 瀬名波入口 → 宇座公民館前 → 高志保 → 高志保入口 → 旧役場前 → 上地 → 福祉センター → 読谷村役場 → 健康増進センター → JAゆんた市場 → 伊良皆 → 大木中道 → 県営比謝団地南 → 比謝公民館前 → 大湾公民館前 → 古堅 → イオンタウン読谷 → 古堅南小学校 → 大湾西原 → 大木南 → 伊良皆（県道6号） → 伊良皆（国道58号） → JAゆんた市場 → 読谷村役場 → 健康増進センター → 福祉センター → 上地 → 旧役場前 → 高志保入口 → 高志保 → 宇座公民館前 → 瀬名波入口 → 読谷バスターミナル
1便から4便まで4本運行。

### 2013年7月29日-2016年8月31日の路線
平日運行路線
北ルート
読谷村役場 → 健康増進センター → 大当 → 波平 → 高志保入口 → 高志保 → 宇座公民館前 → 長浜吹出原 → 長浜公民館西 → 船地原 → 川平 → 瀬名波 → 渡慶次小学校 → 渡慶次公民館 → 宇座 → 儀間 → 渡慶次寺原 → 儀間公民館前 → 高志保 → 高志保入口 → 旧役場前 → 上地 → 座喜味公民館 → 座喜味 → 福祉センター → 健康増進センター → 読谷村役場
1便から11便まで11本運行。
1便（始発便）は読谷バスターミナル始発、読谷バスターミナル → 瀬名波入口 → 長浜吹出原の順で運行、それ以降は2便 - 10便と同一ルート。
11便（最終便）は儀間公民館前まで2便 - 10便と同一ルートを運行したのち、読谷バスターミナルで終点。
12時台と13時台に交代便を運行（下記参照）。
東西・南ルート（正）
読谷村役場 → 健康増進センター → JAゆんた市場 → 喜名西原 → 喜名公民館前 → 喜名 → 親志入口 → シーレイク座喜味 → 横田公園 → 親志公民館西 → 座喜味入口 → 座喜味 → 福祉センター → 読谷村役場 → 健康増進センター → JAゆんた市場 → 伊良皆 → 大木中道 → 県営比謝団地南 → 比謝公民館前 → 大湾 → イオンタウン読谷 → 古堅小学校入口 → 楚辺入口 → 大添 → 楚辺 → 楚辺中道 → 都屋中道 → 都屋 → 診療所 → 健康増進センター → 読谷村役場
1便から7便まで7本運行。
1便始発前に始発便、12時台と13時台に交代便、7便終着後に最終便を運行（下記参照）。
東西・南ルート（逆）
読谷村役場 → 健康増進センター → 診療所 → 都屋中道 → 楚辺中道 → 楚辺 → 大添 → 楚辺入口 → 古堅小学校入口 → 古堅皆呉原 → 渡具知 → 渡具知公民館前 → 渡具知後原 → イオンタウン読谷 → 古堅南小学校 → 大湾西原 → 大木南 → 伊良皆 → 伊良皆公民館 → JAゆんた市場 → 健康増進センター → 読谷村役場
1便から8便まで8本運行。
1便始発前に始発便、12時台と13時台に交代便、8便終着後に最終便を運行（下記参照）。
交代便・始発便・最終便
読谷バスターミナル行き：読谷村役場 → 健康増進センター → 福祉センター → 上地 → 旧役場前 → 高志保入口 → 高志保 → 宇座公民館前 → 瀬名波入口 → 読谷バスターミナル
読谷村役場行き：読谷バスターミナル → 瀬名波入口 → 宇座公民館前 → 高志保 → 高志保入口 → 旧役場前 → 上地 → 座喜味公民館 → 座喜味  → 福祉センター → 健康増進センター → 読谷村役場
出入庫と乗務員交代のために運行される便。東西・南ルート（正）と東西・南ルート（逆）は始発便として読谷村役場行きが、最終便として読谷バスターミナル行きが運行される。ほかに3路線とも乗務員交代のため12時台に読谷バスターミナル行きが、13時台に読谷村役場行きが運行される。
休日運行路線
休日南北ルート
読谷バスターミナル → 瀬名波入口 → 宇座公民館前 → 高志保 → 高志保入口 → 旧役場前 → 上地 → 福祉センター → 健康増進センター → JAゆんた市場 → 伊良皆 → 大木中道 → 県営比謝団地南 → 比謝公民館前 → 大湾公民館前 → 古堅 → イオンタウン読谷 → 古堅南小学校 → 大湾西原 → 大木南 → 伊良皆 → 伊良皆公民館 → JAゆんた市場 → 健康増進センター → 福祉センター → 上地 → 旧役場前 → 高志保入口 → 高志保 → 宇座公民館前 → 瀬名波入口 → 読谷バスターミナル
1便から8便まで8本運行。

### 2013年7月28日までの路線
北ルート
- 主な経由地

読谷村役場→福祉センター→読谷中学校前→高志保→長浜公民館西→瀬名波→渡慶次小学校→宇座→儀間→高志保→読谷中学校前→座喜味→福祉センター→読谷村役場
- 運行時刻・本数

| 曜日         | 始発    | 終発     | 運行本数 |
| 平日         | 7時10分 | 20時35分 | 9本      |
| 土曜日・休日 | 運休    | 運休     | 運休     |
南ルート
- 主な経由地

読谷村役場→伊良皆→県営比謝団地南→大湾公民館前→古堅→渡具知→渡具知後原→イオンタウン読谷→古堅南小学校→大湾西原→伊良皆公民館→読谷村役場
- 運行時刻・本数

| 曜日         | 始発    | 終発     | 運行本数 |
| 平日         | 7時00分 | 19時50分 | 9本      |
| 土曜日・休日 | 運休    | 運休     | 運休     |
東西ルート
- 主な経由地

読谷村役場→喜名公民館前→喜名→レイクサイドビラ入口→親志公民館西→座喜味→福祉センター→読谷村役場→読谷ニュータウン入口→楚辺→都屋→読谷村役場
- 運行時刻・本数

| 曜日         | 始発    | 終発     | 運行本数 |
| 平日         | 7時20分 | 17時15分 | 7本      |
| 土曜日・休日 | 運休    | 運休     | 運休     |
海岸ルート
- 主な経由地
  - 平日・正ルート
読谷村役場→福祉センター→座喜味公民館→座喜味城→読谷バスターミナル→瀬名波→御菓子御殿読谷本店→残波岬ロイヤルホテル→残波岬公園→ホテル日航アリビラ→Gala青い海→むら咲むら→波平→読谷中学校前→座喜味公民館→座喜味→福祉センター→読谷村役場
  - 平日・逆ルート
読谷村役場前→福祉センター→座喜味公民館→座喜味城→高志保→波平→むら咲むら→Gala青い海→ホテル日航アリビラ→御菓子御殿読谷本店→残波岬ロイヤルホテル→残波岬公園→瀬名波→読谷バスターミナル→高志保→読谷中学校前→座喜味公民館→座喜味→福祉センター→読谷村役場
  - 土曜休日・正ルート
読谷バスターミナル→瀬名波→御菓子御殿読谷本店→残波岬ロイヤルホテル→残波岬公園→ホテル日航アリビラ→Gala青い海→むら咲むら→波平→読谷中学校前→座喜味公民館→親志公民館西→ヤチムンの里→座喜味城→読谷バスターミナル
  - 土曜休日・逆ルート
読谷バスターミナル→高志保→読谷中学校前→座喜味公民館→親志公民館西→ヤチムンの里→座喜味城→高志保→波平→むら咲むら→Gala青い海→ホテル日航アリビラ→御菓子御殿読谷本店→残波岬ロイヤルホテル→残波岬公園→瀬名波→読谷バスターミナル
- 運行時刻・本数

| 曜日         | ルート   | 始発     | 終発     | 運行本数 |
| 平日         | 正ルート | 9時50分  | 14時40分 | 2本      |
| 平日         | 逆ルート | 12時30分 | 16時00分 | 2本      |
| 土曜日・休日 | 正ルート | 9時50分  | 14時30分 | 3本      |
| 土曜日・休日 | 逆ルート | 11時20分 | 16時00分 | 2本      |

## 運賃
- 200円の均一運賃。小中学生・障がい者・65歳以上の高齢者は100円均一。小学生未満は、保護者同伴に限り2人まで無料。
- 200円券の回数券（11枚セットで2000円）、100円券の回数券（11枚セットで1000円）が発売されている。
- 1ヶ月定期券（一般5000円、小中学生・障がい者・65歳以上の高齢者用は2500円）が発売されている。
- 1日フリー乗車券（400円、小中学生・障がい者・65歳以上の高齢者用は200円）が発売されている。
- 回数券、定期券、1日フリー乗車券は沖縄バス読谷出張所（読谷バスターミナル）にて販売。いずれも沖縄バスの一般路線には使用できない。沖縄バスの一般路線に有効な乗車券も鳳バスでは使用できない。OKICAなどのICカードでの運賃精算も一切不可。

## 車両
専用車の日野・ポンチョ3台が運用されている。車体色は読谷村の特産品である紅芋をイメージした紫色。
車両の所持、管理は読谷村が行っている。価格は3台で53,487,000円。なお、3台すべてを使用するため、車両の整備などの際は沖縄バスの一般車両が代走する。